# Хуан Мануель Вівальді
Хуан Мануель Вівальді (ісп. Juan Manuel Vivaldi, нар. 17 липня 1979) — аргентинський хокеїст на траві, олімпійський чемпіон 2016 року.

## Виступи на Олімпіадах
| Олімпіада           | Дисципліна     | Місце |
| ------------------- | -------------- | ----- |
| Афіни 2004          | хокей на траві | 11    |
| Лондон 2012         | хокей на траві | 10    |
| Ріо-де-Жанейро 2016 | хокей на траві | 1     |

## Зовнішні посилання
- Хуан Мануель Вівальді — олімпійська статистика на сайті Sports-Reference.com (англ.) (архівна версія)